# Gonçalo Ramos
Gonçalo Matias Ramos (Olhão, 20 de junho de 2001) é um futebolista português que atua como ponta de lança. Atualmente joga no Paris Saint-Germain.

## Carreira
Nascido em Olhão, Algarve, Ramos iniciou a sua carreira no futebol nas camadas jovens do Olhanense em 2009, antes de ingressar no Loulé e depois nas camadas jovens do Benfica em 2013, aos 12 anos. No dia 13 de janeiro de 2019, estreia-se com a equipa reserva do Benfica como substituto aos 84 minutos para Nuno Tavares em uma derrota em casa por 3-2 para o Braga B na LigaPro. Em 21 de julho de 2020, ele estreou-se na equipa principal do Benfica como substituto aos 85 minutos por Pizzi em uma vitória por 4 a 0 sobre o Desportivo das Aves na Primeira Liga, marcando dois golos em 8 minutos.[carece de fontes?] Nessa época, Ramos disputou a Liga Jovem da UEFA de 2019–20, na qual foi peça fundamental para que o Benfica chegasse à final da competição, onde perdeu para o Real Madrid (3–2), em que bisou na final; ele terminou como artilheiro do torneio com oito golos. Em 7 de outubro de 2020, ele concordou em estender o contrato até 2025.
Depois de uma promissora temporada 2020-21 com a equipa B, que marcou onze golos em doze jogos, Ramos recebeu uma oportunidade na equipa principal no início da temporada 2021-22 pelo técnico Jorge Jesus, começando em um 2-0 vitória em casa sobre o Spartak Moscovo na terceira pré-eliminatória da Liga dos Campeões. Após a chegada de Roman Yaremchuk e o retorno de Darwin Núñez de lesão, Ramos encontrou minutos limitados na equipa principal, levando-o a buscar uma saída do clube na janela de transferências de inverno. Com a chegada do técnico interino Nélson Veríssimo em janeiro de 2022, que já o havia treinado na equipa B, Ramos passou a jogar com mais regularidade, e reacendeu sua forma, marcando sete golos e dando duas assistências, com sua versatilidade que lhe permitiu atuar em várias posições no ataque, o que foi considerado útil pelo novo treinador.
Em 13 de abril, ele marcou o seu primeiro golo na Liga dos Campeões num empate fora de casa por 3-3 contra o Liverpool em Anfield na segunda mão dos quartos de final. Ao fazer isso, ele tornou-se o segundo jogador mais jovem (com 20 anos e 297 dias) a marcar pelo clube nas fases finais da competição, no entanto, o Benfica foi eliminado após perder com o Liverpool por 6 a 4 no total.
Ramos começou a temporada 2022–23 marcando o seu primeiro hat-trick a 2 de agosto em uma vitória em casa por 4-1 sobre o Midtjylland na primeira mão da terceira pré-eliminatória da Liga dos Campeões da UEFA de 2022–23.

## Seleção Portuguesa
Com os sub-17 de Portugal, Ramos participou no Campeonato da Europa de Sub-17 de 2018, em Inglaterra. Nesta competição, ele jogou duas partidas, marcando um golo contra a Eslovénia, mas acabou eliminado da fase de grupos.
Ramos fez parte da seleção de Portugal que terminou como vice-campeã da Espanha no Campeonato da Europa de Sub-19 da UEFA de 2019, na Arménia. Ele foi o melhor marcador com quatro golos em cinco jogos, incluindo um hat-trick na vitória por 4-0 contra a República da Irlanda nas semifinais.
Em 12 de novembro de 2020, Ramos conquistou sua primeira internacionalização pela equipa sub-21, marcando o terceiro golo na sua estreia na vitória por 3 a 0 na Bielorrússia para a campanha de qualificação para o Campeonato Europeu de 2021. Em março de 2021, Ramos participou do Campeonato da Europa de Sub-21 de 2021, ajudando Portugal a terminar como vice-campeão, depois de perder na final por 1 a 0 com a Alemanha.
A 20 de Setembro de 2022, Gonçalo Ramos foi pela primeira vez convocado para representar a seleção A de Portugal, no quadro da Liga das Nações, para os jogos contra a República Checa a 24 de Setembro e contra a seleção espanhola a 27 de Setembro. No primeiro jogo foi suplemente não utilizado e no segundo ficou de fora.[carece de fontes?] A 17 de Novembro marca o primeiro golo pela seleção portuguesa aos 81 minutos do jogo de preparação contra a Nigéria.
No dia 6 de dezembro de 2022, Gonçalo Ramos anotou um hat-trick contra a Suíça em um confronto de oitavas de final da Copa do Mundo FIFA de 2022. Ramos tornou-se o primeiro atleta a anotar um hat-trick em sua primeira partida como titular em Campeonatos do Mundo desde Miroslav Klose, em 2002. É o mais jovem artilheiro de três golos na fase eliminatória da Copa do Mundo da FIFA desde Pelé em 1958.

## Títulos
Benfica
- Primeira Liga: 2022–23

Paris Saint-Germain
- Supercopa da França: 2023, 2024
- Ligue 1: 2023–24, 2024–25[17]
- Copa da França: 2023–24, 2024–25[18]
- Liga dos Campeões da UEFA: 2024–25[19]
- Supercopa da UEFA: 2025[20]

Seleção Portuguesa
- Liga das Nações da UEFA: 2024–25

### Prêmios individuais
- Galardões Cosme Damião – Revelação do Ano: 2021
- Avançado do Mês da Liga Portugal 2: Setembro/Outubro 2021
- Jogador Jovem do Mês da Liga Portuguesa: março de 2022, agosto/setembro de 2022
- Bota de Ouro do Campeonato da Europa de Sub-19 da UEFA: 2019
- Melhor marcador da Liga Jovem da UEFA: 2019–20